# Sida weberbaueri
Sida weberbaueri är en malvaväxtart som beskrevs av Oskar Eberhard Ulbrich. Sida weberbaueri ingår i släktet sammetsmalvor, och familjen malvaväxter. Inga underarter finns listade i Catalogue of Life.